# ザンクロー
ザンクローは日本のイラストレーター、漫画家。別ペンネームは菅野拾弐。北海道在住。
いわゆるぷに系の絵柄が特徴である。メカに関する描写も得意。

## 作品リスト

### キャラクターデザイン
- ねとらん者トレーディングフィギュア 擬人化キャラクターコレクション(ちゆ12歳、ウロン、Lたん、mixiたん、ふぉくす子、まゆらなど)
- Saint October（一部キャラクター原案）
- カクテルカルテット[1][2]
- ブレイブソード×ブレイズソウル[3]

### 商業ゲーム原画
- ハヤシ迷作劇場（林組）

### 同人ゲーム原画
- 動くE.C.M.
- 動くE.C.M.2
- 動くE.C.M.3
- 動くE.C.M.4
- ヘンタイ・ラビリンス[4]

### 漫画
- 無敵せんせい（まんがタイムきららMAX）
- ピコピコぱんち!（まんがタイムきららMAX）
- ピコピコぱんち! VS 無敵せんせい（月刊コミックラッシュ）
- まじかるレインちゃん!（GA Graphicでのウェブコミック）
- Eのシカク（チャンピオンREDいちご）
- 黒姫士（くろきし）アイアンドレス（チャンピオンREDいちご）
- 魔女と百騎兵（チャンピオンRED）

### 同人誌
- Notカボパン本
- 大失敗認定書
- E.C.C.C.M.
- E.C.M.4
- E.C.M.5

### その他
- 萌寄
- 電撃萌王
- Lycee
- Seal Online TCG
- E☆2（えこ＆つこ）